# 杰玛·弗林
杰玛·弗林（英語：Gemma Flynn，1990年5月2日—），新西兰女子曲棍球运动员。她曾代表新西兰国家队参加2010年和2014年英联邦运动会曲棍球比赛，获得一枚银牌和一枚铜牌。